# Biserica „Nașterea Sfântului Ioan Botezătorul” din Focșani
Biserica „Nașterea Sfântului Ioan Botezătorul” din Focșani este un monument istoric aflat pe teritoriul municipiului Focșani. În Repertoriul Arheologic Național, monumentul apare cu codul 174753.16. Edificiul are un plan triconc, cu turla pe naos, cu un valoros decor de arcaturi din ciubuce.

## Istoric
Biserica a făcut parte din ansamblul fostei mănăstiri cu hramul "Nașterea Sfântului Ioan Botezătorul" fiind ctitorită de domnitorul Țării Românesti Grigore Ghica în anul 1661. Această mănăstire a fost înălțată în partea munteană a orasului Focsani, chiar lânga hotarul ce despărțea pâna la Unirea din 1859 cele două țări. În prezent Biserica acestei manastiri se află în gradina publică a orașului Focșani.
Acestei mănăstiri i-au fost oferite danii în decursul anilor de către: Al. Ipsilanti, Duca Vodă, Șerban Cantacuzino, Constantin Brâncoveanu, Mihail Racoviță. Datorită acestor danii mănăstirea a devenit una dintre cele mai înstărite din zonă având proprietăți în Focșani cât și în zonele viticole învecinate. Mănăstirea a suferit modificări de pe urma cutremurelor, incendiilor și a năvălitorilor străini. În 1854 a ars mănăstirea, dar biserica a supraviețuit.

## Arhitectură
În trecut Biserica a fost construită din cărămidaă pe fundație de piatră, în formă de cruce cu 3 abside și cu împărtirea clasică: pronaos, naos și altar. Până la restaurarea din 1977 în interior s-au păstrat mici porțiuni de pictură, fațadele erau tencuite și decorate cu două rânduri de firide suprapuse. În interior erau circa 23 icoane, 9 candele, cădelnițe, obiecte de argint, cărți grecești, românești, odoare, policandru, sfetnice, veșminte. Biserica a fost restaurată după cutremurul din 1977, forma în care se află și acum..

## Evenimente marcante
Mănăstirea a fost martora unui eveniment important. La 21 septembrie 1845 s-a oficiat cununia religioasă a domnitorului Gheorghe Bibescu cu Marițica Văcărescu-Ghica (1815-1859), fiica poetului Nicolae Văcărescu. Nas fiind Mihail Sturdza, domnitorul Moldovei.

## Galerie

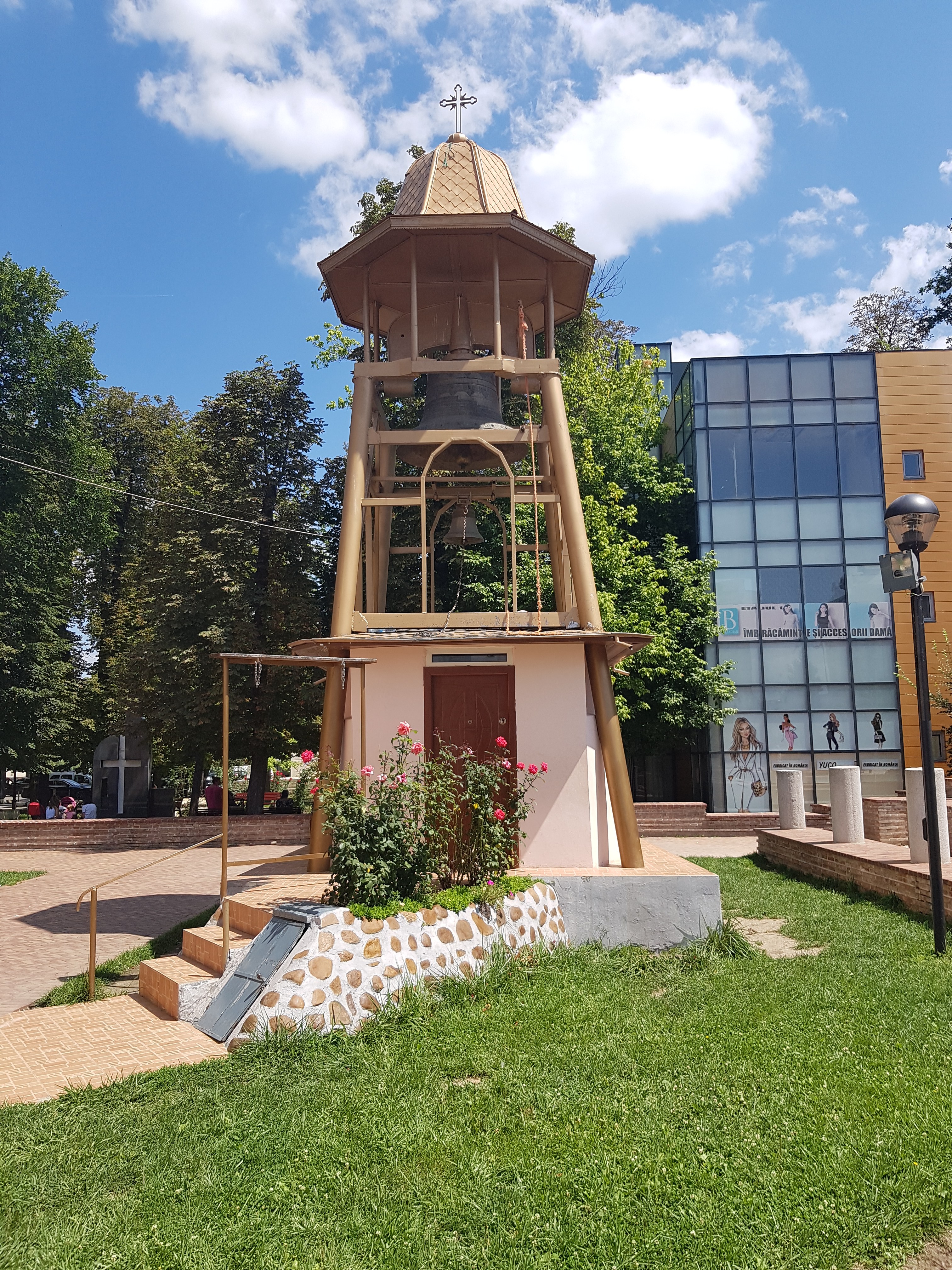
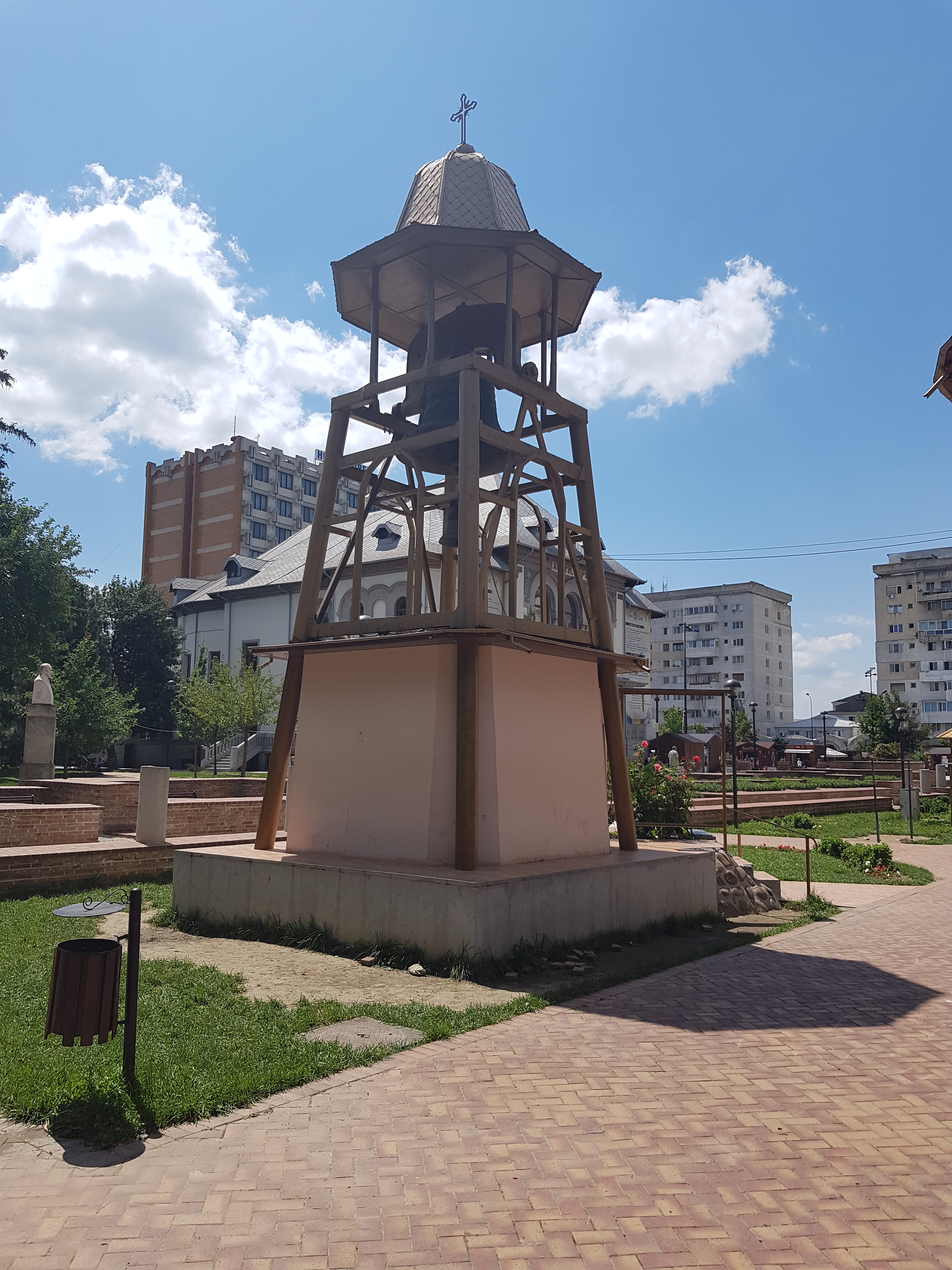
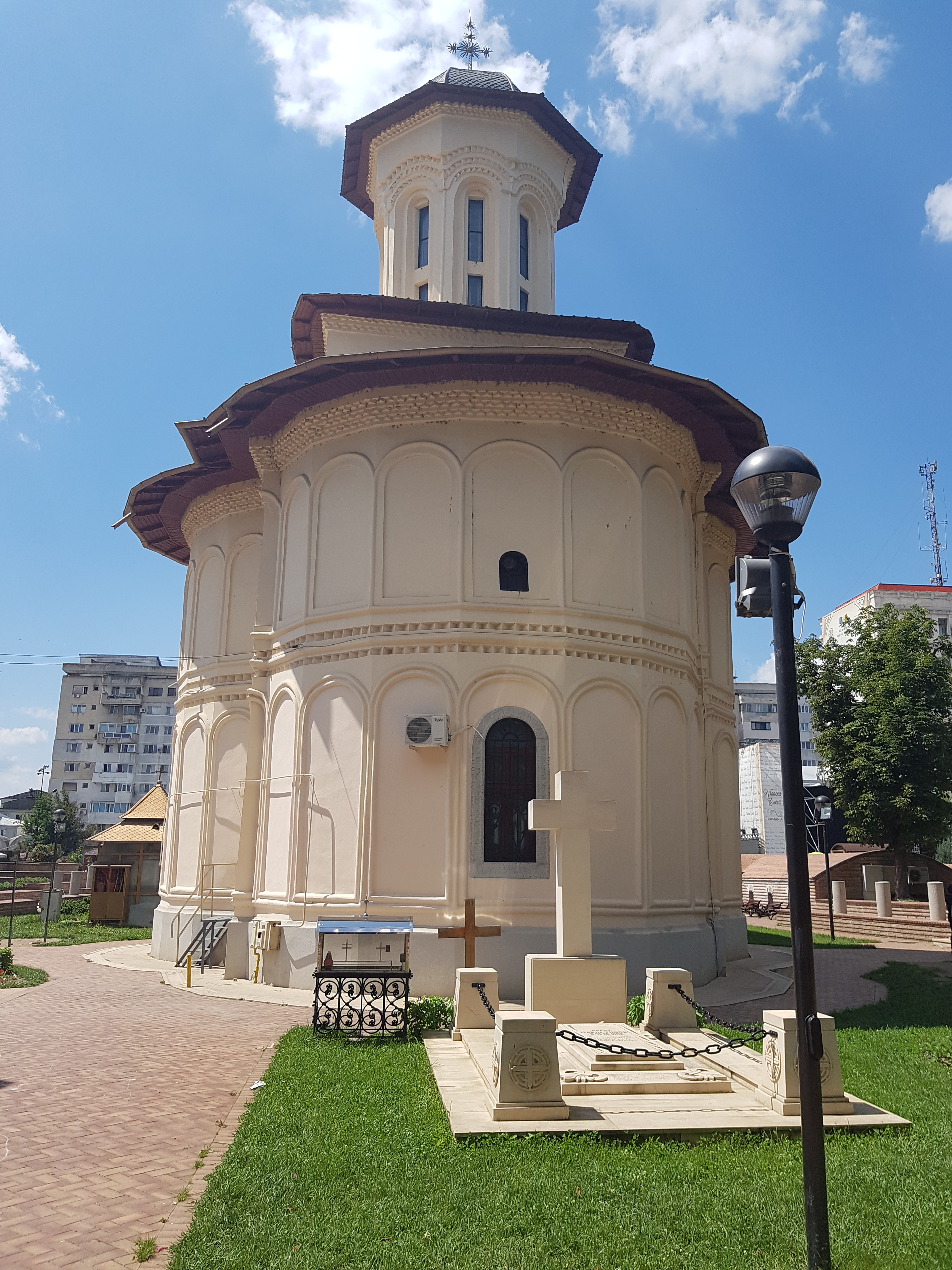
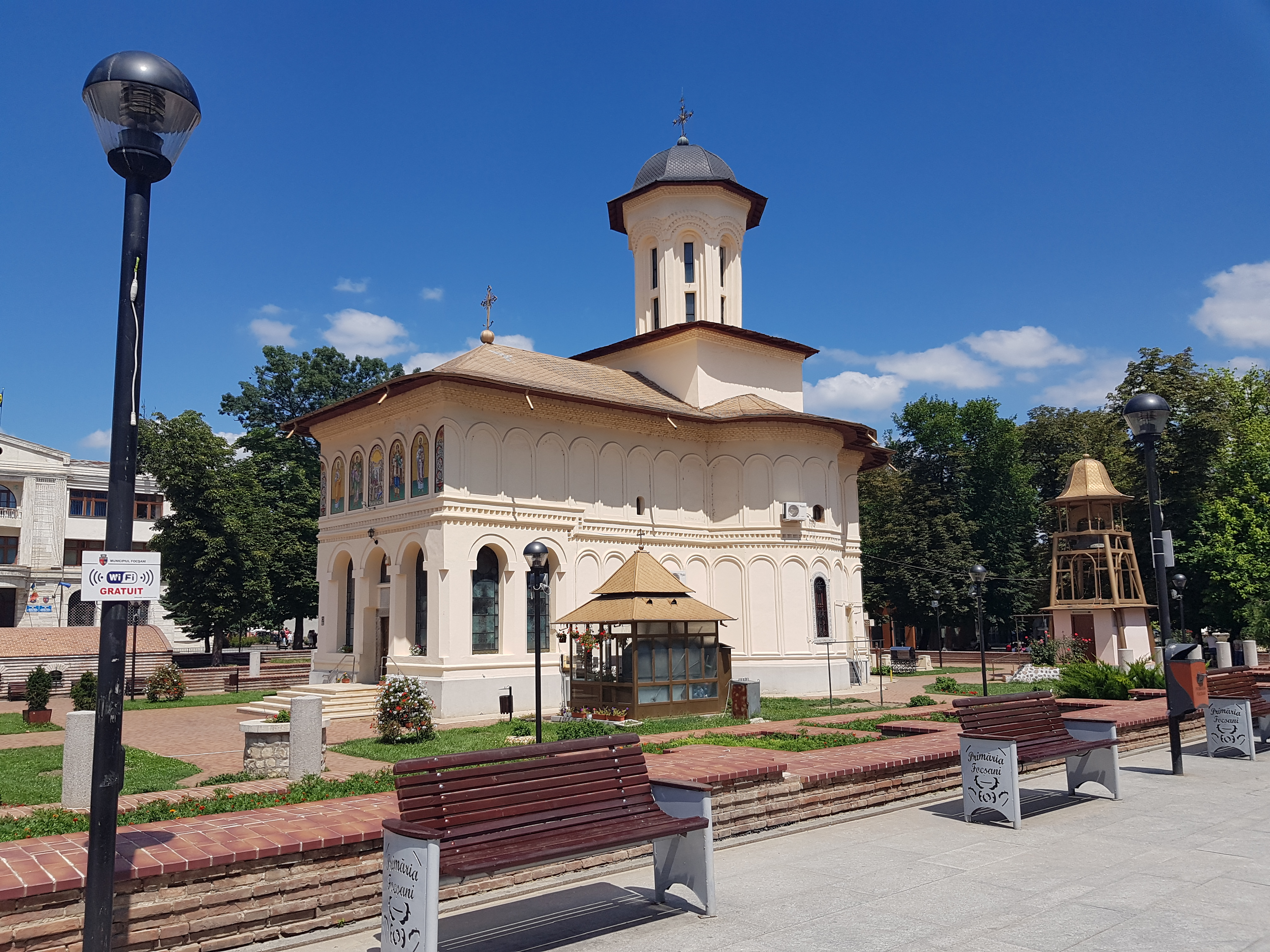